# Tollarps landskommun
Tollarps landskommun var en tidigare kommun i dåvarande Kristianstads län.

## Administrativ historik
Den bildades vid kommunreformen 1952 genom sammanläggning av de tidigare landskommunerna Linderöd, Västra Vram och Östra Vram.
Den fick sitt namn efter orten Tollarp. För den orten hade Tollarps municipalsamhälle inrättats 1913 och detta upplöstes i denna kommun med utgången av 1957.
Landskommunen omvandlades till enhetlig kommun 1971 men upplöstes redan 1974, då den gick upp i Kristianstads kommun.
Kommunkoden var 1112.

### Kyrklig tillhörighet
I kyrkligt hänseende tillhörde kommunen församlingarna Linderöd, Västra Vram och Östra Vram.

## Kommunvapnet
Blasonering: I blått fält ett veteax mellan två bokfruktskålar, allt av guld, och därunder en genomgående böjd bro i tre spann, uppskjutande ur en av en vågskura bildad stam, sex gånger av vågskuror delad av guld och blått.
Vapnet fastställdes av Kungl. Maj:t  1953. Den bro som finns i vapnet symboliserar den gamla bron över Vramsån, medan veteaxet och bokfrukterna symboliserar jordbruket och bygdens natur. Vapnet förlorade sin formella giltighet när kommunen upplöstes 1974.

## Geografi
Tollarps landskommun omfattade den 1 januari 1952 en areal av 103,14 km², varav 102,54 km² land.

### Tätorter i kommunen 1960
| Tätort   | Folkmängd |
| -------- | --------- |
| Tollarp  | 1 966     |
| Linderöd | 446       |

Tätortsgraden i kommunen var den 1 november 1960 58,2 procent.

## Politik

### Mandatfördelning i valen 1950-1970
| 14 | 4 | 12 | 5 |

| 34 |

| 13 | 4 | 10 | 8 |

| 33 |

| 13 | 5 | 9 | 8 |

| 35 |

| 14 | 5 | 10 | 6 |

| 33 |

| 13 | 7 | 9 |  | 5 |

| 32 |

| 14 | 8 | 7 |  | 5 |

| 31 |